# جورج هوغن
جورج هوغن (12 أبريل 1915 بشيكاغو في الولايات المتحدة - 19 يناير 1965 بشيكاغو في الولايات المتحدة) (بالإنجليزية: George Hogan)‏ هو لاعب كرة سلة أمريكي في مركز مدافع مسدد الهدف.

## وصلات خارجية
- جورج هوغن على موقع سبورتس رفرنس (الإنجليزية)